# Centrale nucléaire de Hamaoka
La centrale nucléaire de Hamaoka (浜岡原子力発電所, Hamaoka genshiryoku hatsudensho) est située dans la ville de Omaezaki dans la préfecture de Shizuoka sur la côte pacifique au sud-est de Honshu, l'île principale du Japon.
Depuis sa mise en service en 1974, la centrale est exploitée par la compagnie électrique de Chūbu.

## Description
La centrale est équipée actuellement de cinq réacteurs dont deux arrêtés définitivement et trois réacteurs en arrêt provisoire :
- Hamaoka 1 : 515 MWe, mis en service en 1974, arrêté en 2009.
- Hamaoka 2 : 806 MWe, mis en service en 1978, arrêté en 2009.
- Hamaoka 3 : 1056 MWe, mis en service en 1987, provisoirement arrêté en 2010.
- Hamaoka 4 : 1092 MWe, mis en service en 1993, provisoirement arrêté en 2011.
- Hamaoka 5 : 1325 MWe, mis en service en 2004[1], provisoirement arrêté en 2011.

Les quatre premiers réacteurs à eau bouillante (REB, BWR en anglais) de première génération ont été construits par Toshiba. Le cinquième réacteur est un réacteur à eau bouillante de conception avancée (ABWR en anglais) qui a été plus récemment construit.

## Arrêt provisoire
Le 6 mai 2011, le premier ministre du Japon Naoto Kan a ordonné l'arrêt des deux derniers réacteurs en opération, en raison des très fortes probabilités (87 %) qu'un séisme de magnitude supérieure à 8 se produise dans les trente prochaines années. Les 13 et 14 mai 2011, les réacteurs 4 et 5 sont arrêtés. Le réacteur 3, actuellement arrêté pour vérifications, ne sera pas relancé, les unités 1 et 2 ayant été définitivement stoppées en 2009. L'arrêt des réacteurs 3, 4 et 5 ne serait pas définitif, le temps de mettre en place des mesures sur les moyen et long termes, en particulier la construction d’un mur de protection d’une longueur de 1,8 km, qui devra résister à un tsunami d’une hauteur de 15 m.
Le démantèlement du premier réacteur en arrêt définitif, le numéro 2, débute le 18 mars 2025. Le chantier est censé être terminé en 2042.